# Friedhof Zincirlikuyu

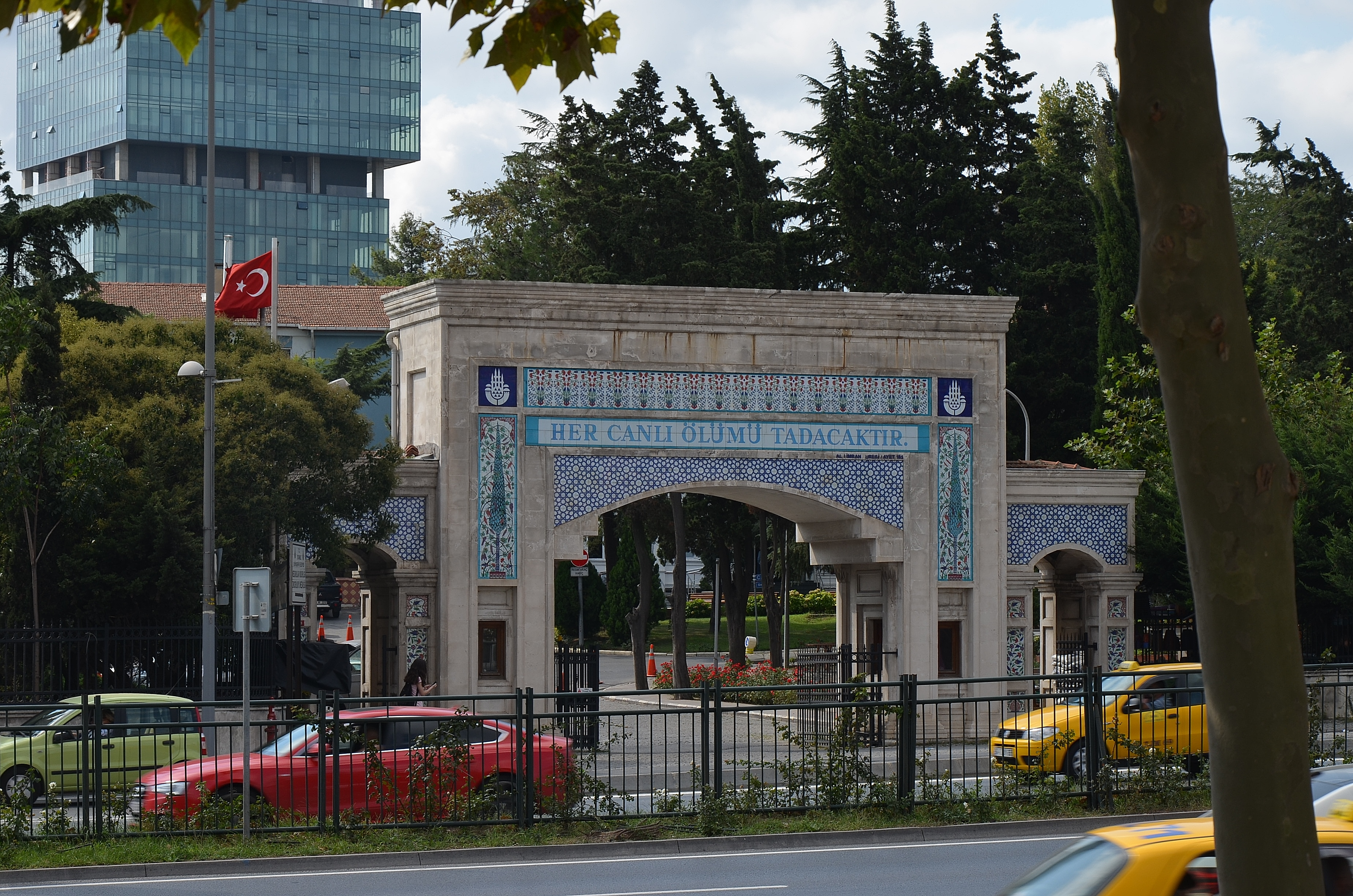
Haupteingang in der Büyükdere Caddesi in Zincirlikuyu

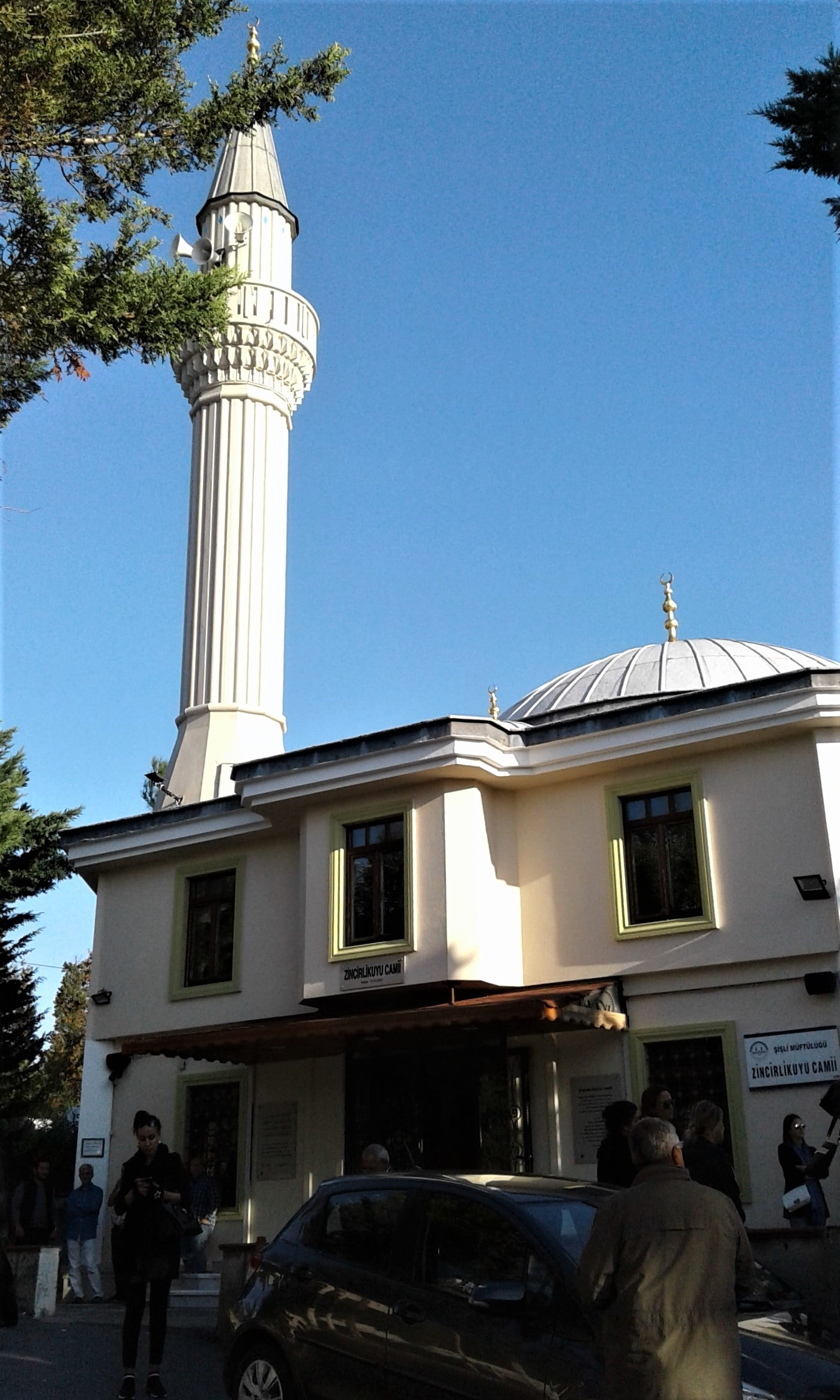
Die Zincirlikuyu-Moschee auf dem Friedhofsgelände

Der Friedhof Zincirlikuyu (türkisch Zincirlikuyu Mezarlığı) ist ein moderner Friedhof im Stadtviertel Zincirlikuyu im Stadtbezirk Şişli auf der europäischen Seite der türkischen Stadt Istanbul. Verwaltet wird er von der Stadt Istanbul. Der Friedhof ist letzte Ruhestätte für viele bekannte Persönlichkeiten aus Politik, Wirtschaft, Sport und Kultur.

## Lage
Der Friedhof Zincirlikuyu liegt an der Büyükdere Caddesi im Geschäfts- und Wohnviertel Zincirlikuyu zwischen Esentepe und Levent im Istanbuler Bezirk und Landkreis Şişli.

## Geschichte und Beschreibung
Zincirlikuyu war Istanbuls erster moderner Friedhof. Er wurde 1935 angelegt und bis in die 1950er Jahre auf seine heutige Größe erweitert. Das gesamte Gelände umfasst 0,381 km². Direkt neben dem Eingang zum Friedhof befindet sich die Friedhofsverwaltung der Stadt Istanbul.
Auf dem Friedhof befindet sich eine Moschee, die von dem türkischen Unternehmer İbrahim Bodur gestiftet und am 2. April 2004 eingeweiht wurde. Sie ist speziell für Begräbnisse erbaut worden und bietet mehr als 500 Menschen Platz.
Das Eingangstor zum Friedhof ist aufwendig gestaltet. Es bildet einen großen Torbogen zwischen zwei niedrigeren und ist aus Kalkstein gemauert. Die Außenseite wurde aufwendig mit Fayencen gestaltet. Über dem Eingangstor befinden sich ein Zitat aus der 29. Sure (al-ʿAnkabūt), Vers 57 (Sure 29:57 ): Her canlı ölümü tadacaktır (Eine jede Seele wird den Tod kosten).

## Bestattete Persönlichkeiten

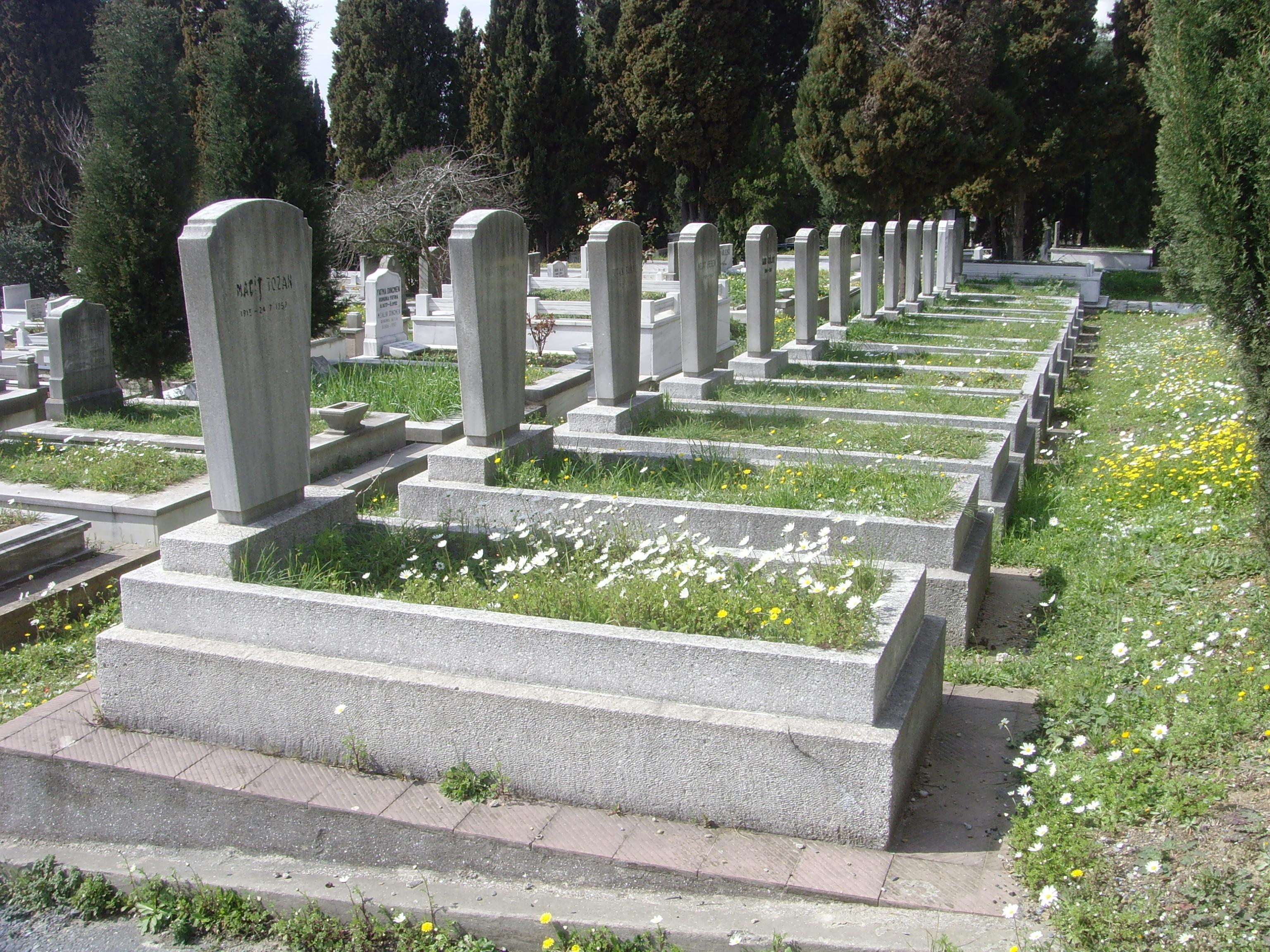
Gräber auf dem Friedhof Zincirlikuyu

- Müslüm Gürses (1953–2013), Schauspieler und Sänger
- Yıldırım Aktuna (1930–2007), Psychiater und Politiker
- Rıza Tevfik Bölükbaşı (1869–1949), Philosoph, Politiker und Dichter
- İhsan Sabri Çağlayangil (1908–1993), Politiker und Außenminister
- Nihat Erim (1912–1980), Jurist, Politiker und Ministerpräsident
- Aysel Gürel (1929–2008), Schauspielerin und Dichterin[3]
- Vahit Melih Halefoğlu (1919–2017), Politiker und Diplomat[4]
- Erdal İnönü (1926–2007), Physiker, Politiker und Außenminister
- İsmail Cem İpekçi (1940–2007), Journalist und Politiker
- Benal Nevzat İstar Arıman (1903–1990), Schriftstellerin und eine der ersten türkischen Politikerinnen
- Refik Halit Karay (1888–1965), Schriftsteller und Journalist[5]
- Orhan Kemal (1914–1970), Schriftsteller
- Yaşar Kemal (1923–2015),  Schriftsteller
- Suna Kıraç (1941–2020), Unternehmerin und Mäzenin[6]
- Lütfi Kırdar (1887–1961), Gouverneur und Bürgermeister von istanbul, Minister für Gesundheit und Soziales
- Behçet Necatigil (1916–1979), Dichter
- Ali Fethi Okyar (1880–1943), Diplomat, Politiker und Ministerpräsident der Türkei
- Coşkun Özarı (1931–2011), Fußballspieler und Nationaltrainer
- Sakıp Sabancı (1933–2004), Unternehmer
- Hasan Saka (1885–1960), Politiker und Ministerpräsident der Türkei
- Şükrü Saracoğlu (1887–1953), Politiker und Ministerpräsident der Türkei
- Timur Selçuk (1946–2020), Sänger, Pianist, Dirigent und Komponist[7]
- Mümtaz Soysal (1929–2019), Jurist und Politiker[8]
- Naim Talu (1919–1998), Unternehmer, Politiker und Ministerpräsident der Türkei
- Ahmet Kutsi Tecer (1901–1967), Dichter und Politiker
- Yusuf Tunaoğlu (1946–2000), Fußballspieler[9]
- Hakkı Yeten (1910–1989), Fußballspieler und Trainer von Beşiktaş Istanbul
- Ferhan Şensoy (1951–2021), Schauspieler und Autor
- Billur Kalkavan (1962–2022), Moderatorin und Schauspielerin[10]